# エコレールマーク

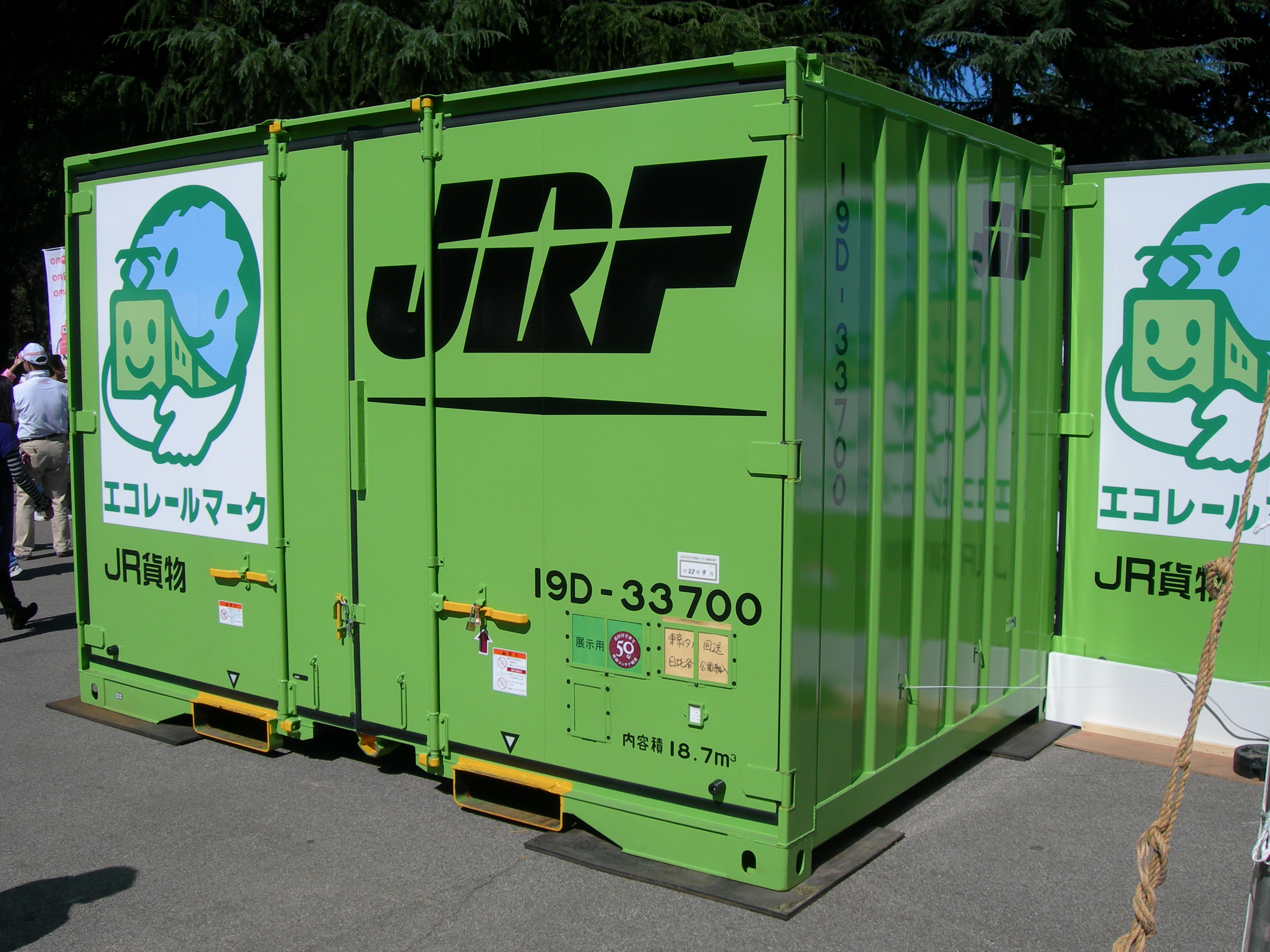
エコレールマーク入りのコンテナ
（JR貨物19D形（50周年記念カラー））

エコレールマークは、製品等の物流においてモーダルシフトを行い、二酸化炭素排出量の少ない鉄道貨物輸送を利用している商品又は企業を対象とした認定制度及びマークである。認定を受けた企業は商品パッケージやカタログ・広告、環境報告書などにマークを表示し、環境負荷の少ない輸送手段を採っていることについて周知を図ることができる。

## 運営主体
社団法人鉄道貨物協会内に設けられた「エコレールマーク事務局」が運営にあたり、諮問機関として、国土交通省が選定した学識経験者で構成される「エコレールマーク運営・審査委員会」が設置されている。申請のあった企業に対しての認定は、運営・審査委員会が行う。2005年5月18日に開かれた第1回エコレールマーク運営・審査委員会で、商品1件と企業9社が認定された。なお、マーク使用料として年間10万円（2年分前納）を要する。

## 認定基準
当初の認定基準は以下のようなものであった。
商品
当該商品群の500km以上の陸上貨物輸送のうち、「数量（個数、重量、又は容積を指す。以下同じ）」又は「数量×距離」の比率で、全体の30%以上の輸送に鉄道を利用していること。
取組企業
当該企業が行う500km以上の陸上貨物輸送のうち、「数量」又は「数量×距離」の比率で、全体の15%以上の輸送に鉄道を利用していること。
協賛企業
上記の他、「定常性」「継続性」「有用性」「積極性」があると認められた、鉄道輸送に関わる物流事業者7社が協賛している。
これに対して、相当量の鉄道貨物の利用がありながら、全体の陸上貨物輸送量が非常に多いために鉄道利用が15%以上の基準を満たせず、取組企業に認定されない企業があった。また、実績を元に評価していたため、新商品を開発した時点では認定が受けられず、後で認定を受けてもパッケージデザインを変更してエコレールマークを追加するのは難しいとの意見があった。これを受けて2008年5月30日の運営・審査委員会で基準が見直された。変更後の基準は取組企業について、「年間1万5000トン以上、または数量×距離で年間1500万トンキロ以上の輸送に鉄道を利用していること」（500km以上の陸上貨物輸送、または全陸上貨物輸送）の条件が追加され、割合が15%を満たせなくても数量が多ければ認定されるようになった。また、実際の鉄道貨物輸送の利用開始前であっても、輸送契約を締結するなど鉄道貨物輸送を利用することが明らかである場合には、それを実績とみなして認定できることにした。この場合、1年後に実績値を再審査することになっている。

## 認定商品・企業
数値はすべて、2020年7月末現在。

### 認定商品
- ※六甲のおいしい水（ハウス食品）
- トナー（リコー）
- サランラップ（旭化成ライフ&リビング）
- 生茶・アルカリイオンの水（キリンビバレッジ）
- 携帯電話（パナソニックモバイルコミュニケーションズ）
- イオン水・天然名水出羽三山の水・アルフォート（ブルボン）
- アルカリ乾電池 ダイナミック・イプシアルファ（日立マクセル）

他、計203商品（※を付したものは制定当初より認定）

### 認定企業
- ※アサヒ飲料
- ※味の素
- ※味の素AGF
- ※味の素冷凍食品
- ※花王
- ※カゴメ
- ※キヤノン
- トヨタ自動車
- ※ハウス食品
- ※パナソニック エナジー社
- パナソニック ストレージバッテリー
- パナソニック電工香川
- パナソニック プラズマディスプレイ
- パナソニック モバイルコミュニケーションズ
- ミサワホーム
- TOTO

他、計92社（※を付したものは制定当初より認定）

### 協賛企業
- 日本貨物鉄道
- 日本通運
- 日本石油輸送
- ランテック
- 日本オイルターミナル
- 佐川急便
- 全国通運
- 日本フレートライナー
- 日本パレットプール
- ヤマト運輸
- 日本パレットレンタル
- 日陸
- ジェック
- 神奈川臨海鉄道
- ジェイアール貨物・東北ロジスティクス
- 愛宕倉庫
- 熊谷通運
- 日東燃料工業
- ユーピーアール
- 日本梱包運輸倉庫
- センコー
- ジェイアール貨物・不動産開発
- イトーヨーカドー
- 京葉臨海鉄道
- イオン
- グリーンパックス
- 多治見通運

他　計38社